# Megachile oblonga
Megachile oblonga är en biart som beskrevs av Smith 1879. Megachile oblonga ingår i släktet tapetserarbin, och familjen buksamlarbin. Inga underarter finns listade i Catalogue of Life.